# St. Maria (Karlins)

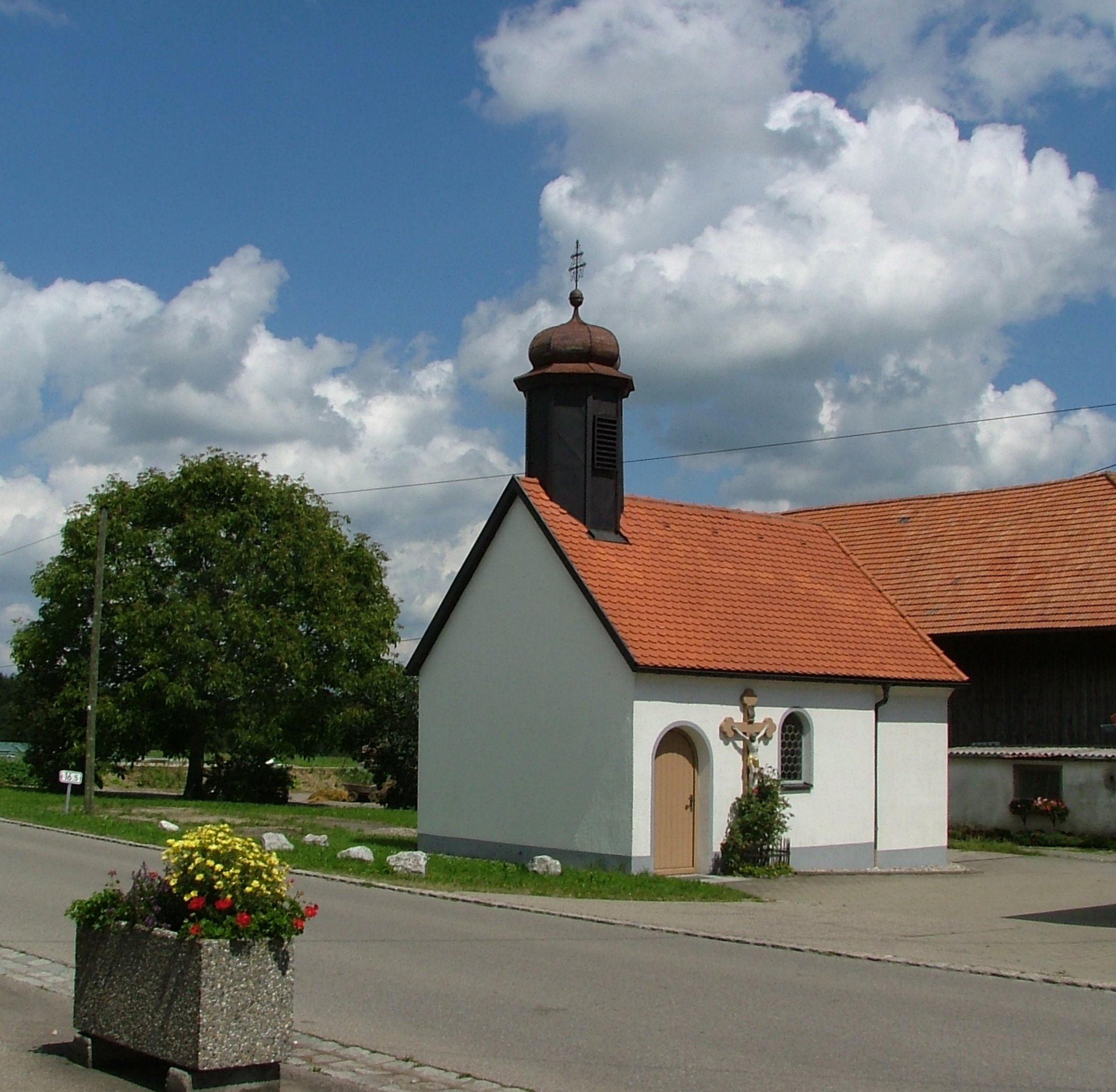
Kapelle St. Maria in Karlins

Die römisch-katholische Kapelle St. Maria befindet sich in Karlins, einem Ortsteil von Böhen im Landkreis Unterallgäu in Bayern. Die Kapelle steht unter Denkmalschutz.

## Baubeschreibung
Die kleine Kapelle wurde im frühen 18. Jahrhundert errichtet. 1935 ist der Altarraum eingestürzt und wurde in der Folge vergrößert wieder aufgebaut. Der Bau besteht aus verputztem Bruchsteinmauerwerk. Der eingezogene Altarraum besteht aus einer Achse und ist dreiseitig geschlossen. Das mit einer Flachdecke versehene Langhaus besteht aus zwei Fensterachsen. Das Langhaus enthält Rundbogenfenster, der Eingang hingegen ist stichbogig. Die westliche Außenfassade ist mit Holz verschalt. Der Giebel wird von einem oktogonalen Dachreiter aus Holz mit Zwiebelhaube bekrönt.

## Ausstattung
Der Altar besteht aus einem marmorierten Holzaufbau und wurde Anfang des 18. Jahrhunderts geschaffen. Das Altarbild ist eine Nachbildung der Sixtinischen Madonna Raffaels und stammt aus der ersten Hälfte des 19. Jahrhunderts. Das Gestühl der Kapelle besteht aus Nadelholz und stammt aus dem 18. Jahrhundert. In der Kapelle befinden sich eine Reihe gefasster Holzfiguren. So die Kopie der Muttergottes von Altötting aus dem Ende des 18. Jahrhunderts ebenso Büsten der Heiligen Theodor und Alexander aus dem 18. Jahrhundert. Aus dem späten 18. Jahrhundert stammt ein ungefasster Kruzifixus.